# Hsing-Yun
 (mars 2019).
Si vous disposez d'ouvrages ou d'articles de référence ou si vous connaissez des sites web de qualité traitant du thème abordé ici, merci de compléter l'article en donnant les références utiles à sa vérifiabilité et en les liant à la section « Notes et références ».
 (mars 2013).
Shih Hsing-Yun (en chinois : 星雲 ; pinyin : Xīng Yún), Li Guoshen (李國深) pour l’état civil, né le 19 août 1927 dans la province de Jiangsu (Chine) et mort le 5 février 2023, est un moine bouddhiste taïwanais.
Connu dans le monde bouddhiste sous le nom de Vénérable maître Hsing-Yun (en chinois : 星雲大師 ; pinyin : Xīngyún Dàshī), il est le 48e patriarche de l'école Chan Linji. Il a fondé l'ordre de Fo Guang Shan ainsi que la Buddha's Light International Association.

## Biographie
(février 2023).
- Si vous ne connaissez pas le sujet, laissez ce bandeau (vous pouvez alors contacter les auteurs).
- Si vous supprimez le contenu mis en cause (vous pouvez préalablement contacter les auteurs),

argumentez précisément cette suppression dans la page de discussion
(un manque de référence n'est pas un argument ; une recherche réelle de référence doit avoir été effectuée, être formellement documentée).
Issu d’une famille rurale modeste, il apprend très tôt à participer aux travaux ménagers et domestiques, pendant que les adultes travaillent aux champs. Faisant le ménage, jardinant, menant paître le bétail, il participe de toutes ses forces à l’économie familiale. Dès son plus jeune âge, il est très influencé par sa grand-mère, bouddhiste convaincue et riche de compassion. Il est également fortement impressionné en écoutant des lectures données par des sages bouddhistes, ce qui détermine sa vocation. Il est âgé de douze ans quand il reçoit la tonsure des mains du Vénérable Zhikai et il devient alors moine novice, au Qixia Vinaya Collège. En 1947, il sort diplômé du Collège bouddhiste Jiaoshan et se voit successivement confier les fonctions de directeur de l’école primaire Beita, rédacteur en chef du magazine Nutao, puis Premier abbé de la pagode Huazhang.
Arrivé à Taïwan en 1949, il occupe les postes de rédacteur en chef au magazine La Vie et de directeur des études du Cercle d’études bouddhistes de Taïwan. En 1953, il est nommé conseiller au Centre bouddhiste de Yilan. En 1957, il crée un centre de services de la culture bouddhiste, à Taipei ; en 1962, il fait construire le Collège bouddhiste et la pagode Shoushan. En 1967, il fonde le monastère Fo Guang Shan. Il en sera le Premier abbé durant les trois premiers mandats, avant de céder son poste au Vénérable Hsin-Ping en 1985, donnant ainsi un bel exemple de respect des règles démocratiques.
L’objectif principal de Fo Guang Shan est la propagation du « Bouddhisme humaniste ». En effet, de ses premiers contacts avec le bouddhisme traditionnel, le Vénérable en avait gardé l’impression d’une religion trop souvent coupée du monde, prônant le détachement total, se préoccupant avant tout des défunts et, par là même, en voie d’étiolement. En réaction, il développe alors quatre idées directrices : « Propager le Dharma par la culture, découvrir les talents par l’éducation, améliorer la vie en société par la charité et enfin, purifier le cœur de l’homme par la pratique en commun ». Le but recherché, est de développer vigoureusement l’activité bouddhiste dans les domaines de l’éducation, de la culture, des œuvres caritatives et de la pratique religieuse. Il relie le traditionnel au moderne, rédige les règles de la discipline bouddhiste, publie Le carnet de route des disciples de Foguangshan et conduit le bouddhisme dans la voie de la modernisation.
En plus de soixante ans de vie monastique, le Vénérable maître Hsing-Yun aura fondé plus de deux cents centres de culte à travers le monde, parmi lesquels les temples de Hsi-Lai, Nan-Tian et Nan-Hua, qui sont respectivement les plus grands temples bouddhistes d’Amérique du Nord, d’Australie et d’Afrique. Il aura aussi créé dix-neuf galeries d’art, vingt-six bibliothèques, une maison d’édition, douze librairies, plus de cinquante écoles chinoises et seize collèges bouddhistes, auxquels viendront s’ajouter l’Institut économique Zhiguang, l’école secondaire Pu-Men, l’école primaire et secondaire Juntou, etc. Il a, en outre, fondé quatre universités : University of the West aux États-Unis, Foguang University et Nanhua University à Taïwan, Nantian University, en Australie. En 2006, l’University of the West est devenue membre officiel de la W.A.S.C. (Western Association of Schools et Colleges), devenant ainsi la première université américaine fondée par des Chinois à obtenir cet honneur.
À partir de 1970, il construit successivement plusieurs orphelinats et centres de soins : L’Orphelinat Da-Ci, Le home pour personnes âgées Foguang, la Foguangshan Compassion Foundation, l’hôpital Yunshui et les centres de consultation Foguang. Il aide également le gouvernement de Kaohsiung à construire des logements pour personnes âgées. En collaboration avec la Fondation Fu-Hui, il offre plusieurs dizaines d’écoles (primaires et secondaires) et de cliniques à la Chine, afin d’aider les jeunes, les personnes âgées, les malades et les démunis.
En 1976, il crée Foguang Study Journal, puis l’année suivante, le Comité d’arrangement des canons bouddhiques, afin de compiler le Foguang Tripitaka et aussi L’Encyclopédie Foguang. En 1997, sont publiés successivement Le Trésor des sutras bouddhistes chinois en langues vernaculaires et l’édition en C.D., de l’Encyclopédie Foguang ; puis sont créées la chaîne de télévision satellite B.L.T.V. et la station de radio nationale à Taizhong. En 2000, le premier quotidien bouddhiste Merit Times voit le jour et, en 2001, le magazine Pu-Men, datant de plus de vingt ans, est remplacé par le bimensuel Universal Gate Buddhist Journal. Cette même année, il conçoit la Collection des ouvrages bouddhistes, dans laquelle il recueille les thèses de doctorat et de maîtrise des deux Chine et les thèses, en langue chinoise, soutenues dans d’autres pays. Ces ouvrages sont reliés en deux collections : Thèses des études bouddhistes chinoises et Thèses de la culture bouddhiste chinoise, chaque collection comportant cent volumes.
Parmi ses nombreuses publications personnelles, on relève : La biographie de Sakyamuni Bouddha, Recueil des discours du Vénérable maître Hsing-Yun, Collection Bouddhisme, Foguang Textbook, Les cent histoires d’antan, Les Prières Foguang, Entre l’ignorance et l’illumination, Les courants de la pensée contemporaine , la série Bouddhisme-humaniste, Les propos du bouddhisme humaniste, Discipline, Concentration, Sagesse dans le bouddhisme humaniste, etc. Elles ont été traduites en une dizaine de langues et répandues dans le monde entier.
Il encadre plus d’un millier de disciples monastiques venus du monde entier et ses disciples laïques se comptent par millions. En 1992, il crée la Buddha’s Light International Association (B.L.I.A.) avec, pour objectif, « Que la lumière de Bouddha éclaire les trois mille mondes ; que l’eau du Dharma ruisselle sur les cinq continents » et assume les fonctions de Président du quartier général mondial. La B.L.I.A. compte alors plus de 170 sections, implantées sur les cinq continents : c’est la plus grande communauté chinoise expatriée au monde. Depuis sa création, une Assemblée générale est organisée chaque année dans de grandes villes comme Los Angeles, Toronto, Paris, Sydney, etc. À chaque occasion, on y dénombre plus de 5 000 participants. En 2003, la B.L.I.A. est reconnue comme Organisation Non Gouvernementale avec le statut de Consultant spécial, par le Comité Économique et Social de l’Organisation des Nations unies. Depuis des années, il a successivement donné des discours à thème, tels : La joie et l’Harmonie, L’Unité et la Coexistence, Le Respect mutuel et la Tolérance, L’Égalité et la Paix, La Nature et la Vie, La Perfection et l’Insouciance, La Vérité pour tous, Résolution et Développement, La Conscience de soi et la Pratique de la voie du Bouddha, Changer le monde et En faire bénéficier l’humanité, Les Bodhisattva et les Bénévoles, etc., promu la pensée du « Citoyen de la Terre », créant ainsi les courants de la pensée contemporaine et la valeur que le monde entier recherche.
Depuis 1978, il a encore reçu le titre de Docteur honoris causa d’établissements comme : l’Oriental University aux États-Unis, l’Université Saint-Thomas du Chili, la Mahamakut Buddhist University et la Maha Chulalongkornrajavidyalaya University, en Thailande, la Dongguk University en Corée, l’Université Fu-Ren, l’Université de Griffith en Australie, le Whittier Collège aux États-Unis, l’Université Zhong-Shan à Kaohsiung, etc. En mai 1997, il obtient le Prix de Première Classe du ministère de l’Intérieur et du ministère de l’Éducation. En 2000, il se voit décerner le Prix National de l’Intérêt public, en 2002, le Prix des dix personnalités éminentes de l’Enseignement et, en 2005, le Prix Bodhi de la Culture décerné par le Président taïwanais, pour sa contribution envers la Nation, la société et le bouddhisme.
Sur le plan international, il obtient, en 1995, le Prix Buddha de l’Assemblée Bouddhiste Indienne. En 2000, lors de la vingt-et-unième assemblée amicale des bouddhistes mondiaux, le Premier ministre thaïlandais lui remet le Prix du Meilleur contributeur au bouddhisme. En 2006, il reçoit le Prix de la station de télévision hongkongaise Phoenix, décerné à ceux qui ont contribué à apporter la paix du corps et du cœur, le Prix de la réussite de l’Association mondiale des écrivains de langue chinoise et le Prix de l’éminente réussite, décerné par le représentant du Président des États-Unis. En 2007, les autorités administratives de la Ville de Bayswater en Australie de l’Ouest, lui décernent le Prix de la contribution. En 2010, il reçoit le Prix du succès de toute une vie du personnage de la culture chinoise jamais décerné auparavant.
En 1988, lors de l’inauguration du Temple de Hsi-Lai, surnommé « Le plus grand temple d’Amérique du Nord », il y organise l’Ordination par la Triple Plate-forme précepte pour les monastiques des pays occidentaux et, à la même époque, la seizième Assemblée générale de l’Association amicale des Adeptes bouddhistes du monde, montrant ainsi l’exemple de la participation simultanée des représentants et des échanges mutuels bouddhistes des deux Chine.
En février 1998, il organise en Inde l’Ordination de la Triple Plate-forme Précepte et plusieurs Cinq Préceptes et Bodhisattva Préceptes. Il rétablit le rituel d’ordination des bhiksunis du bouddhisme Hinayana, oublié depuis plus de mille ans. En novembre 2004, il organise une autre ordination au Nan-Tian Temple, en Australie : une première dans l’histoire du bouddhisme australien.
Depuis longtemps, le Vénérable maître Hsing-Yun luttait pour la reconnaissance de la fête de Vesak, comme jour férié légal à Taïwan. En 1999, le Président Li Denghui déclare jour férié légal, le huitième jour du quatrième mois du calendrier lunaire. Ce fut la première fête officielle de Vesak en Chine, depuis l’arrivée du bouddhisme, il y a deux mille ans.
Le 8 avril 1998, le Vénérable maître Hsing-Yun conduit une délégation en Inde, pour préparer l’accueil, à Taïwan, de la relique de la dent de Bouddha. En octobre 2001, il se rend à New York, sur les lieux de l’attaque terroriste du 9/11, pour prier pour les victimes. En décembre de la même année, il est invité au palais présidentiel de Taïwan, pour y donner un discours intitulé Les orientations de nos efforts futurs.
Il conduit en janvier 2002 différents groupes bouddhistes taïwanais en Chine, pour organiser l’accueil de la relique de la phalange de Bouddha, à Taïwan et ce, sur des bases « totalement apolitiques » et « purement populaires », avec pour seul objectif, de favoriser l’amitié entre les deux peuples chinois. La relique séjournera trente-sept jours à Taïwan et plus de cinq millions de personnes viendront la contempler. En juillet 2003, invité par l’Association Amicale Bouddhiste Chinoise, il assiste à un Dharma, service de prière pour endiguer l’épidémie de S.R.A.S. et rendre la paix au monde, organisé par le monde bouddhiste des deux Chine, Hong-Kong et Macao, au monastère Nanputuo à Xiamen. En novembre de la même année, il est invité à la cérémonie de Commémoration du succès du Maître Jian-Zhen, il y a mille deux cent cinquante ans, organisée par la pagode Daming, à Yangzhou. Par la suite, il préside la chorale des hymnes bouddhistes de Foguangshan, qui est invitée par le Centre de recherches des arts bouddhistes de Chine à participer à L’exhibition exquise des musiques bouddhiste et taoïste, pour une représentation publique à Beijing et Shanghai. En février 2004, il réunit les cinq écoles monastiques de l’Association Amicale Bouddhiste Chinoise et la Chorale des hymnes bouddhistes de Foguangshan, pour organiser La performance de la musique bouddhiste chinoise à Macao, Hong-Kong, Kao-Hsiung, Taipei, Los Angeles, San Francisco, Vancouver, etc., étendant ainsi l’influence bouddhiste et, en même temps, écrivant une nouvelle page dans l’histoire des échanges bouddhistes entre les deux Chine.
Cette même année, il est nommé Directeur délégué de l’Association pour la renaissance de la culture chinoise et, accompagné des dirigeants des religions protestante, catholique, I-guan, taoïste et islamique, il assiste à la cérémonie de bénédiction en musique, de la paix, avec pour objectif d’encourager les échanges et de développer l’efficacité de la purification de la société par la religion. En novembre, il rencontre le Professeur Mayueran, membre du jury Nobel et le Professeur Lodobi, éminent sinologue.
En mars 2006, il est invité par le Collège Yue-Lu, surnommé le « Collège millénaire », à Hunan, pour donner une lecture intitulée La culture chinoise et le Dharma des cinq véhicules ; il est le premier monastique à y être invité. Le mois suivant, il assiste au « Forum du bouddhisme mondial » à Hangzhou et prononce un discours sur le thème Comment construire une société harmonieuse. En mars 2009, l’Association Bouddhiste Chinoise, l’Association des Échanges culturels Chinois, la Buddha’s Light International Association et l’Association Bouddhiste Hongkongaise, organisent en commun le Deuxième forum du bouddhisme mondial dont l’ouverture se fait à Wuxi, en Chine et la clôture à Taipei, à Taïwan, marquant ainsi une étape nouvelle de l’égalité dans les échanges religieux.
Peu après les troubles au Tibet en 2008 et quelques mois avant les Jeux olympiques d'été à Pékin, Hsing Yun a déclaré dans une interview que la Chine devrait tendre la main au 14e dalaï-lama, qu'il a rencontré plusieurs fois. Hsing Yun exhorté la Chine de considéré sérieusement le dalaï-lama dont il trouve "très sincère" la volonté d'autonomie, et non d'indépendance, pour le Tibet, même si la Chine ne le croit pas.
Pour encourager la paix dans le monde, le vénérable maître Hsing-Yun a rencontré plusieurs fois les dirigeants du bouddhisme Hinayana, Tibétain, et ceux des autres religions, comme les Papes Jean-Paul II et Benoît XVI. Ces dernières années, il projette de reconstruire la pagode ancestrale Dajue, à Yiqing en Chine ; il a contribué à la construction de la bibliothèque Jianzhen à Yangzhou et au « Forum de Yangzhou ». Il a aussi accepté la cloche offerte par la pagode Hanshan de Shouzhou, avec l’espoir de contribuer à l’harmonie entre les deux Chine, et de là, à la paix dans le monde.
Quarante-huitième Patriarche de l’Ecole Linji Chan, Maître Hsing Yun a réalisé une œuvre monumentale, en renouvelant et codifiant la réglementation, en modernisant, humanisant et internationalisant le bouddhisme. Ce faisant, il incite tous les hommes à rechercher leur vérité intérieure, leur part de Bouddha et à bâtir, ici et maintenant, la Terre pure Foguang.

## Ouvrages
- Discipline, Concentration, Sagesse dans le bouddhisme humaniste, Buddha’s Light Publishing, 2009  (ISBN 978-1-932293-41-8)
- Les courants de la pensée contemporaine, Buddha’s Light Publishing, 2010  (ISBN 978-1-932293-47-0)
- Le Sutra du Diamant - Commentaire, Buddha's Light Publishing, 2011  (ISBN 978-1-932293-62-3) ; ou Exégèses sur le 'Sûtra du Diamant' , Librairie You-Feng, 2007. Trad. en an. Tom Graham 2001.
- La révélation, édition bilingue français-chinois, trad. Jia-Yu Wang, Librairie You-Feng, 2004, 100 p.
- Éducation, trad., Librairie You-Feng, 2004.

### Études sur Hsing-Yun
- (en) Fu ZhiYing, Handing Down the Light – The Biography of Venerable Master Hsing Yun, Buddha’s Light Publishing, 1995  (ISBN 978-1-932293-09-8)
- (en) Fu ZhiYing, Bright Star, Luminous Cloud – The life of a simple monk, Buddha’s Light Publishing, 2007  (ISBN 978-1-932293-29-6)
- Man-yi, Le Bouddhisme Humaniste selon le Modèle Hsing-Yun, Buddha's Light Publishing, 2012  (ISBN 978-1-932293-79-1)